# Jane McGonigal
Jane McGonigal (Filadelfia, 21 de octubre de 1977) es una diseñadora de juegos y escritora estadounidense defensora del uso de la tecnología móvil y digital para canalizar actitudes positivas y la colaboración en un contexto del mundo real.

## Biografía

### Infancia
McGonigal se crio en Nueva Jersey, sus padres son profesores y enfatizaron el logro intelectual. McGonigal tiene una hermana gemela, Kelly McGonigal.

### Educación
McGonigal recibió su título de Bachelor of Arts en inglés por la Universidad de Fordham en 1999, y su Philosophiæ doctor en estudios de interpretación por la Universidad de California en Berkeley en el año 2006.

### Vida personal
Después de obtener su BA en inglés, comenzó a desarrollar sus primeros videojuegos comerciales. En 2008, recibió su PhD a la edad de 28 años y continuó desarrollando videojuegos. En 2009 sufrió una debilitante conmoción cerebral que la ayudó en el desarrollo de un juego, “Jane the Concussion Slayer”, para el tratamiento de su conmoción y otras afecciones similares. El juego fue después renombrado “SuperBetter”. En el año 2011 publicó su primer libro. Su hermana Kelly es psicóloga y también autora.

### Filosofía
McGonigal escribe y habla acerca de los videojuegos de realidad alterna y los videojuegos de multijugador masivo en línea, especialmente sobre la forma en que la inteligencia colectiva puede ser generada y utilizada como un medio para mejorar la calidad de la vida humana o trabajar hacia la solución de los malestares sociales. Ella ha declarado que los videojuegos deberían de orientarse “hacia los Premios Nobel”.  McGonigal ha sido llamada “la cara pública actual de la ludificación”.

## Carrera
Como diseñadora, McGonigal es conocida por videojuegos ubicuos y videojuegos de realidad alterna. Ella ha enseñado diseño de videojuegos y ludología en el Instituto de Arte de San Francisco y la Universidad de California en Berkeley, y actualmente es la Directora de Investigación y Desarrollo en el Instituto por el Futuro  y la Directora Creativa en los Laboratorios SuperBetter.

### Videojuegos
Jane ha desarrollado videojuegos comerciales desde el año 2006. Algunos de ellos están listados en la siguiente tabla: 
| Año  | Título                    | Organización                     | Crédito                                              |
| ---- | ------------------------- | -------------------------------- | ---------------------------------------------------- |
| 2012 | SupperBetter              | Laboratorios SupperBetter        | Directora creativa                                   |
| 2011 | Find the Future: The Game | Biblioteca Pública de Nueva York | Directora                                            |
| 2010 | Evoke                     | World Bank Institute             | Creadora                                             |
| 2009 | Cryptozoo                 | American Heart Association       | Directora                                            |
| 2008 | Top Secret Dance-Off      |                                  | Creadora (bajo el pseudónimo Punky McMonsef)         |
| 2008 | Superstruct               | Institute for the Future         | Directora                                            |
| 2008 | The Lost Ring             | McDonald's y The Lost Sport      | Directora                                            |
| 2007 | World Without Oil         | ITVS Interactive                 | Participación conjuntan con el arquitecto Ken Eklund |
| 2006 | Cruel 2 B Kind            |                                  | Concepto y diseño con Ian Bogost                     |
| 2005 | Last Call Poker           | 42 Entertainment                 | Guía de eventos en vivo                              |
| 2005 | PlaceStorming             |                                  | [ 12 ]                                               |
| 2004 | I Love Bees               | 42 Entertainment                 | PuppetMaster/ Guía de comunidad                      |
| 2004 | Demonstrate               |                                  |                                                      |
| 2004 | TeleTwister               |                                  |                                                      |

### SuperBetter
En  el 2009, Jane tuvo una lesión y sufrió una concusión debilitante que cambió su estilo de vida y actividades, a ambas directamente, debido a los efectos colaterales, y también por la necesidad de seguir las recomendaciones de su doctor. Queriendo recuperarse de su condición, ella creó un videojuego para tratarse. El juego se llamó inicialmente Jane the Concussion-Slayer (después Buffy the Vampire Slayer), luego fue renombrado SupperBetter, su más reciente videojuego. McGonigal logró recaudar 1 millón de dólares estadounidenses para financiar una versión ampliada del juego.
Adicionalmente, ha colaborado en otros proyectos de videojuegos para el Museo Whitney de Arte Estadounidense y el Museo de Arte Contemporáneo de Los Ángeles.

## Libros
El 20 de enero de 2011, McGonigal publicó su primer libro: Reality is Broken: Why Games Make us Better and How Can Change the World. En este libro, McGonigal abarca no solo el amplio mundo de los videojuegos de multijugador en línea y los videojuegos de realidad alternativa, sino también los videojuegos en un ámbito mucho más amplio. Usando investigaciones recientes sobre el movimiento de la psicología positiva, McGonigal argumenta que los videojuegos contribuyen enormemente a la felicidad y motivación de los humanos, al sentido de significado, y al desarrollo de la comunidad.
El libro fue recibido favorablemente por el periódico Los Angeles Times, y por la revista Wired, y obtuvo diferentes comentarios del periódico inglés The Independent. El libro recibió críticas de algunos sectores, en particular del Wall Street Journal, el cual proclamó que la tesis de McGonigal, exponía el uso de los videojuegos como un medio para “arreglar” la vida diaria dándole un sentido de logro que parece más satisfactorio y optimista, presenta declaraciones exageradas tomando ejemplos menores y no se refería a las metas conflictivas y deseos individuales o la influencia del “mal”. El New York Times Book Review también criticó algunos puntos de su libro, haciendo notar la falta de evidencia que demuestre que el comportamiento y los valores en los videojuegos puedan traducirse en soluciones a los problemas del mundo real como lo son la pobreza, la enfermedad y el hambre.

## Reconocimientos
| Fecha | Reconocimiento | Descripción                                                                                             |
| ----- | --- | --- |
| 2010  | Nombrada en O: The Oprah Magazine “Lista O de poder del 2010”                                                                     | Nombrada en O: The Oprah Magazine como una de las veinte mujeres más importantes de la Lista O de Poder |
| 2008  | Nombrada una de las Top 20 Mujeres más importantes en la industria de los videojuegos                                             | [ 22 ]                                                                                                  |
| 2008  | Premio al activismo South by Southwest Interactive                                                                                | Reconocida por el videojuego World Wihtout Oil                                                          |
| 2006  | En listada en los MIT Technology Review’s TR100                                                                                   | Nombrada una de las Top innovadoras debajo de los 35 años por el MIT’s Technology Review                |
| 2005  | Premios de Innovación de la Asociación Internacional de Desarrolladores de Videojuegos en el 2005 y el Premio Webby del mismo año | Por I Love Bees, la promoción del videojuego Halo 2                                                     |

## Publicaciones
1. Reality is Broken: Why Games Make Us Better and How They Can Change the World (20 de enero de 2011).
2. SuperBetter: A Revolutionary Approach to Getting Stronger, Happier, Braver and More Resilient (15 de septiembre de 2015).